# أرجون ناراسينغها كيسي
أرجون ناراسينغا ك. (بالنيبالية: अर्गुन नरसिंह केसी) (من مواليد 27 سبتمبر 1947)، المعروف أيضًا باسم ANKC، هو سياسي نيبالي وأستاذ سابق، يعمل حاليًا كعضو في البرلمان (MP) من نواكوت ممثلاً لحزب المؤتمر النيبالي. شغل قفقاس سنتر منصب وزير خمس مرات في حكومات ائتلافية مختلفة حيث تولى مناصب التعليم والصحة والإسكان والتخطيط العمراني والتنمية الحضرية. شغل مؤخراً منصب وزير التنمية الحضرية في حكومة دحل الثانية من 2016 إلى 2017 تم انتخاب قفقاس سنتر لعضوية الهيئة التشريعية الوطنية أربع مرات من دائرته الانتخابية نواكوت.

## الحياة المبكرة والتعليم
يحمل قفقاس سنتر درجة الماجستير في العلوم السياسية من جامعة تريبهوان، كاتماندو، نيبال. قبل دخوله عالم السياسة، كان أستاذًا ورئيسًا لقسم العلوم السياسية في جامعة تريبهوفان ومحاميًا ممارسًا أيضًا.
بالإضافة إلى ذلك، حصل على زمالة في جامعة تافتس، كلية فليتشر للدبلوماسية، بوسطن، الولايات المتحدة الأمريكية في العلاقات الدولية وصنع القرار في السياسة الخارجية في عام

## المسيرة السياسية

### وزير الصحة والسكان (1995 - 1997)
في عام 1996، لعبت قفقاس سنتر دورًا حاسمًا في إصلاح نظام الرعاية الصحية النيبالي بهدف الحصول على فائض الأطباء في المناطق الحضرية للانتقال إلى مناطق التلال وتيراي التي تعاني من نقص الموظفين. وقد قدم حوافز قوية، وترقيات أسرع، وزيادة البدلات وفرص التدريب للعاملين في المناطق المحرومة في نيبال. بالإضافة إلى ذلك، فرض تطبيق أكثر صرامة لمعايير الترقية، والحد من "كاج" - الثغرة المستخدمة كثيرًا والتي من خلالها يمكن للطبيب المعين في التلال ترتيب العودة إلى المدينة في عملية نقل مؤقتة ولكن غير محددة. وقصر التشريع الجديد هذه الممارسة على شهر واحد في السنة.

### وزير التربية والتعليم (1998-1999)
تم تعيين قفقاس سنتر مرة أخرى كوزير للتعليم في حكومة GP كويرالا الثانية. عززت KC بشكل كبير الاعتراف بالمؤهلات التعليمية النيبالية من خلال تسهيل الاتفاقيات مع الدول الأجنبية لضمان معادلة الدرجات النيبالية للتعليم العالي الدولي. مكنت جهوده الطلاب النيباليين من متابعة دراساتهم في الخارج بشكل أكثر فعالية، والتغلب على التحديات السابقة حيث كانت الشهادات النيبالية غالبًا ما تعتبر قديمة أو غير معترف بها للأغراض الأكاديمية الأجنبية.

### وزير التنمية الحضرية (2016–2017)
التنمية الحضرية، لعب قفقاس سنتر دورًا قويًا في تعزيز أهداف التنمية المستدامة أثناء صياغة البرنامج المالي للعام المقبل. في 23 أبريل 2017، أنشأت كانساس سيتي برنامج الإسكان الشعبي بهدف توفير 25000 منزل للمجتمعات المحرومة خارج الوادي.
بالإضافة إلى ذلك، في 26 أبريل 2017، أعطت قفقاس سنتر الموافقة النهائية لبدء بناء الطريق الدائري الخارجي في كاتماندو لجعل التحضر أكثر انتظامًا. تم تأجيل الطريق المقترح الذي يبلغ طوله 71.93 كيلومترًا لأكثر من 13 عامًا بسبب الاقتتال السياسي والفساد. ستبدأ المرحلة الأولى من بناء الطريق الدائري الخارجي على طول 6.6 كيلومترًا من امتداد تشوبهار-غامشا-ساتونجال من السنة المالية المقبلة ويغطي حوالي 8000 روبية من مساحة الأرض مملوكة لأكثر من 14000 من ملاك الأراضي. من إجمالي طول الطريق الدائري، ستبلغ تغطية كاتماندو ولاليتبور وبهاكتابور 35.08 كم و15.80 كم و21.05 كم على التوالي.

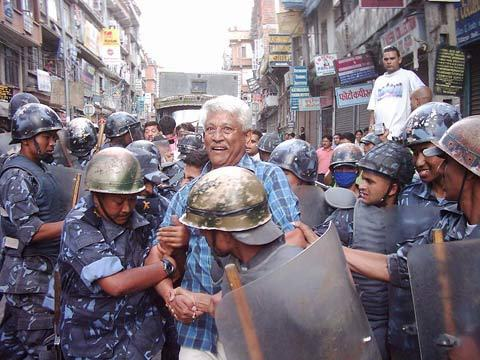
اعتقل الملك السابق جيانيندرا قادة بارزين مثل قفقاس سنتر خلال الحركة الشعبية عام 2006

### عضو مجلس النواب (منذ 2022)
في الانتخابات العامة لعام 2022، فاز قفقاس سنتر بـ نواكوت-2 كمرشح للكونغرس النيبالي، وحصل على 28107 أصواتًا لهزيمة مرشح حزب راستريا سواتانترا سومان بيكرام باندي بفارق يزيد عن 11000 صوت. يعمل KC حاليًا في لجنة الحسابات العامة بمجلس النواب (PAC). بينما كانت اللجنة تنتظر انتخاب رئيس رسمي في عام 2023، ترأس قفقاس سنتر، كونه العضو الأقدم، الاجتماعات بصفته بالنيابة.
في يونيو 2024، شكلت لجنة العمل السياسي لجنتين فرعيتين للتحقيق في المخالفات المشتبه بها في بناء مطاري بوخارا وجوتام بوذا (بهيراهاوا) الدوليين؛ ضمت لجنة مكونة من 12 عضوًا ك. بين أعضائها. كعضو في PAC، ك. وقد أكد علنًا على إنفاذ توجيهات PAC وحل المتأخرات.

## المواقف السياسية
لديه ستة إخوة وثلاث أخوات. وله خمسة أبناء منهم أربع بنات وولد واحد. تزوجت ابنته الكبرى الثانية، أنجانا كيه سي ثابا، من زعيم الشباب الشعبي ووزير الصحة السابق جاغان ثابا.